# L'últim late night
L'últim late night (títol original en anglès Late Night with the Devil) és una pel·lícula de terror sobrenatural del 2023 escrita, dirigida i editada per Colin i Cameron Cairnes. És protagonitzada per David Dastmalchian, Laura Gordon, Ian Bliss, Fayssal Bazzi, Ingrid Torelli, Rhys Auteri, Georgina Haig i Josh Quong Tart. Incorporant elements de metratge apropiat i realització de documentals, la pel·lícula segueix els esdeveniments d'un episodi d'un programa d'entrevistes nocturn emès la nit de Halloween de 1977, durant el qual l'amfitrió intenta augmentar les audiències convidant una presumpta noia posseïda al programa. Ha estat doblada i subtitulada al català.
Una coproducció internacional d'Austràlia, els Estats Units i els Emirats Àrabs Units, L'últim late night es va estrenar al South by Southwest Film Festival (SXSW) el 10 de març de 2023. Es va estrenar als cinemes dels Estats Units el 22 de març de 2024 per IFC Films i a Austràlia l'11 d'abril. La pel·lícula va recaptar 15 milions de dòlars i va rebre ressenyes positives per part de la crítica.

## Argument
El pròleg de la pel·lícula s'emmarca com un documental que investiga un esdeveniment inexplicable que va ocórrer la nit d'Halloween de 1977, durant la retransmissió en directe d'un episodi de la sisena temporada de l'exitós programa d'entrevistes nocturn Night Owls with Jack Delroy, que competeix per l'audiència amb The Tonight Show Starring Johnny Carson.
A través de les seves connexions amb famosos, l'amfitrió de Night Owls Jack Delroy, que té la seu a la ciutat de Nova York, fa visites regulars a "The Grove", un campament d'elit de Califòrnia per a homes rics i poderosos. Després que la seva dona Madeleine mor de càncer, Night Owls atura la seva producció. Jack finalment torna i, per tal d'augmentar les baixes qualificacions del programa, fa un episodi especial de temàtica ocultista a Halloween. Els convidats especials de l'episodi inclouen l'autoproclamat psíquic i mèdium Christou, l'escèptic i antic mag Carmichael Haig, l'autor parapsicòleg Dr June Ross-Mitchell, i l'últim subjecte de June, Lilly D'Abo, de 13 anys, que suposadament està posseïda per un esperit demoníac.
Durant l'emissió, Christou experimenta una premonició sobre algú anomenat "Minnie", que Jack revela que era el seu sobrenom privat per a Madeleine. Christou es posa malalt, vomita un líquid negre i és traslladat d'urgència a l'hospital. En el següent segment, June presenta Lilly, l'única supervivent d'un suïcidi massiu per part d'una església Satànica i el seu líder Szandor D'Abo que adorava Abraxas. Jack convenç a Lilly perquè es comuniqui amb l'entitat que afirma que la posseeix, a la qual ella es refereix com "Mr. Wriggles. Durant una pausa comercial, la tripulació informa a Jack que Christou ha mort per una hemorràgia a l'ambulància.
Durant la conjuració de June, la Lilly es torna posseïda i levita a la seva cadira. El dimoni assenyala haver conegut prèviament en Jack "sota els arbres alts", revelant que Jack i June estan relacionats romànticament. Aleshores, la possessió de Lilly disminueix i l'espectacle continua.
Carmichael desafia June sotmetent el company de Jack, Gus McConnell, a una demostració d'hipnotisme, que fa que gairebé tothom a l'estudi vegi sortir cucs d'ell. Quan l'equip de producció rebobina el metratge, demostra que la demostració va ser només una al·lucinació conjunta experimentada per gairebé tothom a l'estudi; tanmateix, els fenòmens sobrenaturals que es van produir durant la prestidigitació de June no es modifiquen en la reproducció gravada. Jack s'horroritza quan nota que el fantasma de la Madeleine està darrere d'ell a la imatge, però Carmichael l'acusa d'orquestrar els esdeveniments. Lilly torna a ser posseïda; el seu cap s'obre i comença a brillar com la lava. Mata brutalment a Gus, June i Carmichael, i Jack és transportat de sobte a una versió de malson de l'espectacle.
Reviu moments del passat del programa abans que es reveli que tenia una connexió prèvia amb el dimoni que posseïa la Lilly. Durant una cerimònia a The Grove, va fer un pacte amb el Diable, sacrificant l'ànima de la seva dona a canvi de la fama i l'èxit de Night Owls. Així, va ser indirectament responsable del càncer de Madeleine. El fantasma de la Madeleine demana a Jack que la tregui del seu dolor, ja que el càncer està causant dolor. Utilitzant la daga ritual Athame de l'antic culte satànic de Lilly, després la mata a punyalades; i de sobte l'escena canvia a l'estudi ara buit. Un Jack horroritzat s'adona que ha apunyalat i matat Lilly a la televisió en directe. Es troba sobre els cossos dels seus convidats morts mentre les sirenes de la policia s'acosten a la distància.

## Repartiment
- David Dastmalchian com a Jack Delroy, l'amfitrió de Night Owls with Jack Delroy[3]
- Laura Gordon com a June Ross-Mitchell, parapsicòloga i autora[3]
- Ian Bliss com a Carmichael Haig, un antic mag es va tornar escèptic. El personatge s'assembla al mag convertit en escèptic James Randi; Randi va estar involucrat en un altercat similar amb l'amfitrió nocturn australià Don Lane a The Don Lane Show.[5][6]
- Fayssal Bazzi com a Christou, un psíquic]][3]
- Ingrid Torelli com a Lilly D'Abo, la supervivent d'un suïcidi massiu[3]
- Rhys Auteri com a Gus McConnell, el company de Jack[3]
- Georgina Haig com a Madeleine Piper, la dona morta de Jack[3]
- Josh Quong Tart com a Leo Fiske, el productor de Night Owls[3]
- Steve Mouzakis com a Szandor D'Abo
- Paula Arundell com a Diane
- Christopher Kirby com a Phil
- John O'May com a Walker Bedford
- Michael Ironside com a narrador

## Producció
La producció de Late Night with the Devil es va anunciar el 13 de febrer de 2022, produït per  l'estudi emiratí Image Nation i el segell de gènere estatunidenc Spooky Pictures. Descrivint la seva decisió de basar Late Night with the Devil en un programa de tertúlia nocturna, el duo d'escriptors i directors Cameron i Colin Cairnes van declarar: "Als anys 70 i 80, hi havia alguna cosa lleugerament perillosa a la televisió nocturna. Els programes de tertúlia en particular eren una finestra a un estrany món d'adults. Vam pensar que combinar aquesta atmosfera carregada i en directe amb el sobrenatural podria fer una experiència cinematogràfica única i aterridora".
Els germans Cairnes van oferir el paper de Jack Delroy a David Dastmalchian després de llegir un article que Dastmalchian va escriure per a la revista Fangoria sobre conductors de terror de televisió regional. Dastmalchian va acceptar el paper després de rebre un lookbook dissenyat per assemblar-se a una TV Guide dels anys 70, juntament amb el guió de la pel·lícula. El càsting de Dastmalchian fou anunciat el 24 de juny de 2022.
Ian Bliss, que va interpretar a Carmichael Haig a la pel·lícula, havia d'encarnar un altre personatge, però dies abans del rodatge se li va dir que llegís per Haig, ja que l'actor que havia d'interpretar a Haig es va retirar del rodatge.
L'últim late night fou rodada a Melbourne, Austràlia. La pel·lícula utilitza efectes especials pràctics, com ara titelles, juntament amb efectes visuals digitals.

## Estrena
L'últim late night es va estrenar al South by Southwest Film Festival (SXSW) el 10 de març de 2023 a Austin, Texas, on fou projectada com a part de la secció "Midnighters" del festival. Aquell mateix mes, l'autor de terror Stephen King va rebre un screener avançat de la pel·lícula i tuitejava: "És absolutament genial. No vaig poder apartar-ne la vista. Els teus resultats poden variar, com diuen, però t'insto a que la miris quan puguis." La pel·lícula es va projectar al Festival de Cinema de Sydney del 9 al 15 de juny de 2023.
L'octubre de 2023, IFC Films i Shudder van adquirir els drets de distribució per a Amèrica del Nord, Regne Unit i Irlanda.

### Mitjans domèstics
La pel·lícula es va estrenar en VHS brillant a la foscor el 28 d'octubre de 2024.

## Recepció

### Taquilla
L'últim late night va recaptar 10 milions de dòlars als Estats Units i Canadà, i 5,5 milions a altres territoris, per un total mundial de 15,5 milions de dòlars.
La pel·lícula es va estrenar el 22 de març de 2024 a 1.034 sales als Estats Units i Canadà, i va guanyar 2,8 milions de dòlars el cap de setmana d'obertura, el millor debut per a un estrena d'IFC Films; a més, els mitjans de comunicació van assenyalar que el total incloïa 666.666 bruts estimats en el seu tercer dia. Ampliant-se a 1.442 sales el cap de setmana següent, la pel·lícula va guanyar 2,2 milions de dòlars, i va acabar en setena posició.

### Resposta crítica
Al lloc web de l'agregador de ressenyes Rotten Tomatoes, el 97% de les crítiques de 224 crítiques són positives, amb una valoració mitjana de 7,8/10. El consens del lloc web diu: "Deliciosament fosc, L'últim late night demostra que l'horror de possessió no s'interpreta, i serveix com a aparador excepcional per a David Dastmalchian". Metacritic, que utilitza una mitjana ponderada, va assignar a la pel·lícula una puntuació de 72 sobre 100, basada en 22 crítics, indicant crítiques "generalment favorables".
Dennis Harvey de Variety va elogiar el disseny de producció i els aspectes tècnics de la pel·lícula, així com els del repartiment, i va escriure que la "mescla de l'espectacle vintage Me Decade i els actes demoníacs de L'exorcista són característics, sense oblidar que els germans [Cairnes] van manejar amb destresa tant com a escriptors com a directors." Brian Tallerico de RogerEbert.com va elogiar la pel·lícula com a inventiva i el seu ús del format de metratge trobat com a intel·ligent, i va destacar "l'actuació fenomenalment compromesa de Dastmalchian […] mantenint realment la pel·lícula unida, ja que troba el to correcte entre afalagadora i simpàtica que va dominar tanta cultura dels anys 70".
Meagan Navarro de Bloody Disgusting va donar a la pel·lícula una puntuació de tres i mig sobre cinc, criticant el ritme de la pel·lícula com a ràpid, però escrivint que "l'enginy, la minuciosa recreació del període, una actuació fascinant i espectacular de Dastmalchian i un final que fan d'un esdeveniment de Halloween que no voldràs perdre't." Trace Sauveur de The Austin Chronicle també va elogiar l'actuació de Dastmalchian i va qualificar la pel·lícula de "totalment enganyosa, però el compromís sincer amb la vanitat és el que realment fa que aquesta funcioni". Sauveur afegeix que, tot i trobar la conclusió de la pel·lícula a faltar, "L'últim late night és capaç d'extraure moltes idees efectives i divertides fora de la seva premissa, i funciona com un examen potent del preu de l'èxit."
Mark Kermode de Kermode and Mayo's Take la va qualificar de "realment agradable", i va afegir que pensava que estava influenciat per la pel·lícula de terror sobrenatural britànica de 1992 Ghostwatch.
Wendy Ide de The Observer va donar a la pel·lícula una puntuació de quatre sobre cinc estrelles, elogiant-ne la sàtira i els elements còmics, titllant-la de "[] intel·ligent, cínica i, de vegades, diabòlicament divertida, la pel·lícula ofereix un esclat d'estàtica disruptiva al gènere de la possessió demoníaca."
John Lui de The Straits Times va donar a la pel·lícula 4 estrelles en què descriu la pel·lícula com "La comèdia, l'horror i l'homenatge s'ajunten amb estil en aquest treball molt divertit". Per Entertainment Weekly, Allaire Nuss va escriure que L'últim late night, que va descriure com a presentada en un format de falsa documental i terror analògic, va ser "la primera gran pel·lícula de por del 2024" i que "va adorar cada segon".

### Reconeixements
| Premi                                        | Data de cerimònia      | Categoria                     | Receptor(s)                                            | Resultat  | Ref.   |
| -------------------------------------------- | ---------------------- | ----------------------------- | ------------------------------------------------------ | --------- | ------ |
| Cercle de Crítics de Cinema de Kansas City   | 5 de gener de 2025     | Millor actor                  | David Dastmalchian                                     | Guanyador | [ 29 ] |
| Associació de Crítics de Cinema de St. Louis | 15 de desembre de 2024 | Millor pel·lícula de terror   | Late Night with the Devil                              | Nominat   | [ 30 ] |
| Premis Saturn                                | 2 de febrer de 2025    | Millor pel·lícula independent | Late Night with the Devil                              | Guanyador | [ 31 ] |
| Premis Saturn                                | 2 de febrer de 2025    | Millor actor de pel·lícula    | David Dastmalchian                                     | Nominat   | [ 31 ] |
| Premis AACTA                                 | 7 de febrer de 2025    | Millor pel·lícula             | Mathew Govoni, Adam White                              | Nominat   | [ 32 ] |
| Premis AACTA                                 | 7 de febrer de 2025    | Millor direcció               | Colin Cairnes, Cameron Cairnes                         | Nominat   | [ 32 ] |
| Premis AACTA                                 | 7 de febrer de 2025    | Millor guió de pel·lícula     | Colin Cairnes, Cameron Cairnes                         | Nominat   | [ 32 ] |
| Premis AACTA                                 | 7 de febrer de 2025    | Millor actor principal        | David Dastmalchian                                     | Nominat   | [ 32 ] |
| Premis AACTA                                 | 7 de febrer de 2025    | Millor actriu principal       | Laura Gordon                                           | Nominat   | [ 32 ] |
| Premis AACTA                                 | 7 de febrer de 2025    | Millor actor secundari        | Fayssal Bazzi                                          | Nominat   | [ 32 ] |
| Premis AACTA                                 | 7 de febrer de 2025    | Millor actriu secundària      | Ingrid Torelli                                         | Nominat   | [ 32 ] |
| Premis AACTA                                 | 7 de febrer de 2025    | Millor fotografia             | Mateu Temple                                           | Nominat   | [ 32 ] |
| Premis AACTA                                 | 7 de febrer de 2025    | Millor edició                 | Cameron Cairnes, Colin Cairnes                         | Nominat   | [ 32 ] |
| Premis AACTA                                 | 7 de febrer de 2025    | Millor banda sonora original  | Roscoe James Irwin, Glenn Richards                     | Nominat   | [ 32 ] |
| Premis AACTA                                 | 7 de febrer de 2025    | Millor so                     | Emma Bortignon, Manel López, Pete Smith, Cameron Grant | Nominat   | [ 32 ] |
| Premis AACTA                                 | 7 de febrer de 2025    | Millor disseny de producció   | Otello Stolfo                                          | Nominat   | [ 32 ] |
| Premis AACTA                                 | 7 de febrer de 2025    | Millor disseny de vestuari    | Steph Hooke                                            | Nominat   | [ 32 ] |
| Premis AACTA                                 | 7 de febrer de 2025    | Millor càsting                | Leigh Pickford                                         | Nominat   | [ 32 ] |
| Fangoria Chainsaw Awards                     | 4 November 2024        | Millor llançament ampli       | Colin i Cameron Cairnes                                | Nominat   | [ 33 ] |
| Fangoria Chainsaw Awards                     | 4 November 2024        | Millor actuació principal     | David Dastmalchian                                     | Guanyador | [ 33 ] |
| Fangoria Chainsaw Awards                     | 4 November 2024        | Millor guió                   | Colin i Cameron Cairnes                                | Guanyador | [ 33 ] |
| Fangoria Chainsaw Awards                     | 4 November 2024        | Millor disseny de vestuari    | Steph Hooke                                            | Nominat   | [ 33 ] |
| Festival de Sitges                           | 14 d'octubre de 2023   | Millor guió                   | Colin i Cameron Cairnes                                | Guanyador | [ 34 ] |

### Ús de la intel·ligència artificial
A la setmana prèvia a l'estrena de la pel·lícula, alguns crítics van assenyalar l'ús de l'Art generat per IA en un muntatge, que no estava present a la versió projectada a SXSW, i van demanar un boicot a la pel·lícula. En resposta a la controvèrsia, els directors Cameron i Colin Cairnes van dir: "Conjuntament amb el nostre sorprenent equip de disseny de gràfics i producció, tots els quals van treballar incansablement per donar a aquesta pel·lícula l'estètica dels anys 70 que sempre havíem imaginat, vam experimentar amb IA per a tres imatges fixes que vam editar més i, finalment, apareixen com a intersticials molt breus a la pel·lícula". L'estrella David Dastmalchian va dir: "Així que crec que [Cameron i Colin] ho van dir molt bé, i estic amb el que van dir i estic totalment a favor d'aquesta pel·lícula com una obra totalment original que va dedicar tantes hores a aquesta increïble artesania artística per ambientar-se en aquest món. Així que és una bona conversa. És una conversa important. Hem de tenir-ho."